# Dresdner Musikfestspiele

Open-Air-Event 2025 »Dresden singt & musiziert« copyright Stephan Floss/ Dresdner Musikfestspiele

Mariza copyright Oliver Killig/ Dresdner Musikfestspiele

Lea Desandre & Thomas Dunford copyright Oliver Killig/ Dresdner Musikfestspiele

Die Dresdner Musikfestspiele zählen zu den bedeutendsten Klassik-Festivals Europas und finden seit 1978 jährlich zwischen Mitte Mai und Mitte Juni statt. Ein Markenzeichen der Festspiele ist ihre große Programmvielfalt, die neben Orchester- und Kammermusik auch Alte Musik, Neue Musik, Weltmusik, Jazz, Pop, Rock und Tanz umfasst.

Matthias Goerne & Markus Hinterhäuser copyright Oliver Killig/ Dresdner Musikfestspiele

## Geschichte
Die Dresdner Musikfestspiele finden seit 1978 jährlich zwischen Mitte Mai und Mitte Juni statt und zählen zu den bedeutendsten Klassik-Festivals Europas. Historisch reichen ihre Wurzeln bis zu den barocken Museen- und Zwingerfestspielen der sächsischen Kurfürsten zurück. Nach den Zwingerserenaden ab 1928 und den Konzerten im Schlosspark Pillnitz ab 1947 wurde das Festival 1976 offiziell durch das Zentralkomitees der SED beschlossen und 1978 ins Leben gerufen. Mit über 100.000 Besuchern in den ersten Jahren etablierte sich das Festival rasch. Legendär waren die Dresdner Musikfestspiele zu Zeiten der DDR für ihre Gastspiele, die zu den seltenen Gelegenheiten zählten, bei denen Künstler aus Westdeutschland auftraten, wie etwa Herbert von Karajan und die Berliner Philharmoniker oder Dietrich Fischer-Dieskau. Nach dem Mauerfall und dem Ende der DDR konnten die Musikfestspiele ihre Reputation als eines der wichtigsten Festivals Deutschlands weiter ausbauen und auch programmatisch neue Wege gehen. Seither traten internationale Größen wie Herbert Blomstedt, Barbara Hendricks, oder Zubin Mehta, Anne-Sophie Mutter und das New York Philharmonic, Eric Clapton, Sting und Ronan Keating auf.

Sting in Dresden copyright Oliver Killig/ Dresdner Musikfestspiele

Klaus Mäkelä & Koninklijk Concertgebouworkest copyright Stephan Floss/ Dresdner Musikfestspiele

Die Programmvielfalt ist ein Markenzeichen der Festspiele: Neben Orchester- und Kammermusik finden sich auch Alte Musik, Neue Musik, Weltmusik, Jazz, Pop, Rock und Tanz. Die Tradition eines jährlich wechselnden Mottos besteht seit Gründung . 2024 erreichten die Festspiele mit 65.000 Besuchern und einem Umsatz von 2 Millionen Euro bei 93% Auslastung einen neuen Rekord. Seit 2017 ergänzen die "Sonderkonzerte" im Dresdner Kulturpalast das Angebot außerhalb der Festivalzeit. 
Das 2012 gegründete Dresdner Festspielorchester, bestehend aus Spezialisten für historische Aufführungspraxis, repräsentiert die Dresdner Musikfestspiele international. 2018 erhielten die Dresdner Musikfestspiele unter Intendant Jan Vogler den Europäischen Kulturpreis Taurus.

## Wagner

### Wagner Cycles – Richard Wagners »Ring«historisch informiert
Mit seiner monumentalen Tetralogie »Der Ring des Nibelungen« schrieb Richard Wagner 1876 im Rahmen der ersten Bayreuther Festspiele Musikgeschichte und sprengte die Gattungsgrenzen des Musiktheaters mit einem Paukenschlag.
Im Jahr 2026, anlässlich des 150. Jubiläums der Uraufführung, soll der »Ring« abermals Geschichte schreiben: Unter der künstlerischen Gesamtleitung von Kent Nagano und Jan Vogler wird er im Rahmen eines mehrjährigen Projekts der Dresdner Musikfestspiele von 2023 bis 2026 neu erarbeitet – im Kontext seiner Entstehungszeit, auf Basis aktueller Erkenntnisse der Wagner- und Aufführungspraxis-Forschung, eingebunden in ein umfangreiches Rahmenprogramm und angegliedert an eine neu gegründete »Richard Wagner Akademie« in Dresden.
Die Aufführung Walküre schaffte es 2024 auf die von der New York Times geführten internationalen Best-of-Liste: 
»Wir leben in einer Zeit, in der es an Gelegenheiten, Wagners ‚Ring‘ zu hören, nicht mangelt: Neue Produktionen werden in London, München, Mailand, Brüssel und Paris auf die Bühne gebracht, und in einigen Jahren soll New York folgen. Die frischeste Version dieses Vier-Opern-Epos ist jedoch das gewaltige Projekt des Dirigenten Kent Nagano, der eine auf einem historischen Ansatz basierende Version erforscht, einstudiert, aufführt und aufnimmt (…) der Klang war oft wunderbar schockierend: Es gibt weniger Vibrato, die Sänger deklamieren ihren Text, historische Klangfarben schattieren die Partitur neu, und vor allem hat die Musik die Klarheit eines gesprochenen Dramas.«
Best Classical Performances of 2024 - The New York Times
In Zusammenarbeit mit Experten und Expertinnen aus Musik- und Kulturwissenschaft werden unter der wissenschaftlichen Leitung von Kai Hinrich Müller (Hochschule für Musik und Tanz Köln) historische Instrumente rekonstruiert und Gesangs- sowie Sprechtechniken der Wagnerzeit neu erforscht und in die künstlerische Praxis eingebunden, etwa Julius Heys  »Die Kunst des Sprechens«  oder  »Deutscher Gesangsunterricht- Sprachlicher Theil« . Das Ziel ist eine Wiederherstellung größerer Textverständlichkeit, auf die Wagner besonderen Wert legte, sowie eine dramatischere sängerische Gestaltung der Rollen (die eingesetzten Stilmittel reichten bis hin zum Sprechen). Weitere beteiligte Wissenschaftler sind u.a. Michael Steinberg (Brown University), Ursula Hirschfeld (Martin-Luther-Universität Halle-Wittenberg), Bernhard Hentrich (Hochschule für Musik Carl Maria von Weber Dresden), Friederike Wißmann (Hochschule für Musik und Theater Rostock), Clive Brown (University of Leeds) und Thomas Seedorf (Hochschule für Musik Karlsruhe).
Jährlich wird ein Teil des "Rings" gemeinsam durch das Dresdner Festspielorchester und Concerto Köln konzertant aufgeführt, wodurch sich die Dresdner Musikfestspiele für eine stärkere Vernetzung der Freien Szene einsetzen. Die Aufführungen stehen im Kontext intensiver Workshops, die auch Themen wie Wagners Antisemitismus oder sein Verhältnis zur Demokratie reflektieren. Flankiert wird das Projekt von Konzerten im ländlichen Raum in Sachsen, so etwa in Graupa oder Zwickau.

### Wagner Akademie: Über die Akademie
Die Richard-Wagner-Akademie (RWA) wurde 2023 gegründet und versteht sich als Kompetenz- und Forschungszentrum zur Aufführungspraxis des 19. Jahrhunderts. Sie ist Ergebnis und Weiterführung des Projekts "The Wagner Cycles". Ziel ist die systematische Erforschung und Vermittlung insbesondere von Wagners Werk in seiner historischen Tiefe, es werden jedoch auch andere Komponistinnen und Komponisten der Romantik erforscht und gespielt. So hat etwa Jan Vogler gemeinsam mit anderen Musikerinnen und Musikern auch Felix Mendelssohn-Bartholdys Streichoktett in historisch informierter Praxis zur Aufführung gebracht.
Angebote der Akademie: Workshops, Meisterkurse, Konzerte, Symposien, Publikationen (Open Access), Digitale Quellensammlung, Veranstaltungen für Nachwuchs, Öffentlichkeit und Fachkreise
Geplant ist der Aufbau eines internationalen Netzwerks zur Zusammenarbeit mit Institutionen aus Forschung, Kultur und Politik. Die Akademie sieht sich als Plattform für kritischen Diskurs, etwa zur Rolle Wagners in der Kulturgeschichte Sachsens.

## Formate
Die Dresdner Musikfestspiele zeichnen sich durch eine Vielfalt innovativer und ortsspezifischer Formate aus.

### Dresden singt und musiziert
Ein beliebtes Open Air Format auf der Brühlschen Terrasse (Freitreppe) in der Dresdner Altstadt. Lokale Chöre (z. B. Dresdner Bachchor, Singakademie Dresden) singen gemeinsam mit dem Publikum unter künstlerischer Leitung (u. a. Gerd Herklotz) – musikalisch begleitet vom Bundespolizeiorchester Berlin. Der Eintritt ist frei, und es entsteht eine mitreißende Gemeinschaftsatmosphäre.

### Die Klingende Stadt
Ein Format, das Musik in urbanen Kontexten erklingen lässt – kleinste Ensembles und Solistinnen und Solisten spielen an verschiedenen Orten in der Stadt (z. B. Gärten, Höfe, Plätze). Ziel ist es, Dresden klanglich zu beleben, jungen und aufstrebenden Musikerinnen und Musiker eine Bühne zu bieten und musikalische Entdeckungen abseits klassischer Konzertsäle zu ermöglichen. Auch dieses Format ist kostenfrei für die Zuhörer.

### Sound & Science
Kollaboratives Experiment zwischen Musik und Forschung, z. B. in Kooperation mit der TU Dresden. Hierbei wird jeweils ein Thema mit wissenschaftlichem Augenzwinkern und aus musikalischer Perspektive betrachtet. Ein Highlight war 2025 der „Oxytocin‑Test“, der belegte, dass das Kuschelhormon bei Live‑Musik‑Erlebnissen stärker anstieg als bei körperlicher Intimität. Im Rahmen von „Time to get in Touch“ (Mai 2024) führten Jan Vogler (Cello) und Tiffany Poon („Ghost Piano“ via Yamaha gesteuert) ein Fern‑Konzert‑Experiment durch – der Vortrag und die Live‑Installation zeigten neue Wege der Emotionalität in räumlicher Distanz.

### Serenade im Grünen
Die Serenade im Grünen gehört zu einem der beliebtesten Konzerte der Dresdner Musikfestspiele und findet alljährlich im historischen Schlosspark Pillnitz statt. Bei dieser traditionellen Veranstaltung bieten die jungen Sänger des über 800 Jahre alten Dresdner Kreuzchores ein Programm aus klassischem Liedgut, bekannten Volksweisen und zeitgenössischen Arrangements dar.

### CelloMania
Ein feuriges Cello‑Festival‑Subformat mit jungen und etablierten Cellistinnen und Cellisten. Höhepunkte waren Konzerte wie das von Marie‑Elisabeth Hecker oder Kian Soltani, teilweise kombiniert mit Ensembles wie „The 12 Cellists of the Berlin Philharmonic“. Das Format erreicht mitreißende Energie und kam 2022–2023 als hoch gefeiertes Cello‑Event zurück.

## Spielstätten der Dresdner Musikfestspiele
Die Dresdner Musikfestspiele bespielen die städtischen Bühnen in ihrer ganzen Breite – von historischen Kulturdenkmälern bis hin zu Industriearchitektur und Open-Air-Bühnen.
Ausgewählte Spielstätten:
- Kulturpalast - moderne Stadthalle und Hauptspielstätte mit neuem Konzertsaal,

Jeanine De Bique & Concerto Köln copyright Stephan Floss/ Dresdner Musikfestspiele

Max Herre und Joy Denalane copyright Oliver Killig/ Dresdner Musikfestspiele

Rolando Villazón & lautten compagney BERLIN copyright Oliver Killig/ Dresdner Musikfestspiele

Abel Selaocoe and Bantu Ensemble copyright Oliver Killig/ Dresdner Musikfestspiele

- Semperoper - historisches Opernhaus, Sitz der Staatskapelle Dresden,
- Palais im Großen Garten - barocker Konzertort mit Kammermusiksalon und Gartenambiente,
- Schloss Pillnitz - Open-Air-Sommerkonzerte im Park – Natur trifft Klassik,
- Zwingerhof / Frauenkirche / Residenzschloss - barocke Monumente mit freiem Bühnencharakter,
- Reithalle Strasse E® - industriell-rebellische Location für zeitgenössische Formate,
- Festspielhaus Hellerau - künstlerisches Zentrum (Performance, Experiment, modernere Konzepte),
- Kirchen & Werkshallen - Kreuzkirche, Annenkirche etc. – akustisch und visuell vielseitig,
- Stromwerk (Kraftwerk Mitte) - Kultur- und Kreativstandort.

## Dresdner Festspielorchester
Gegründet 2012. Besteht aus Musiker führender Alte-Musik-Ensembles Europas, darunter Concerto Köln, Akademie für Alte Musik Berlin und Balthasar-Neumann-Ensemble. Das Orchester spielt auf historischen Instrumenten und widmet sich der authentischen Interpretation vorwiegend romantischer und klassischer Werke. Es arbeitet eng mit renommierten Dirigenten wie Ivor Bolton, Kent Nagano und René Jacobs zusammen.
Mit einem besonderen Fokus auf Klangideal, historischer Spielweise und Werktreue prägt das Orchester maßgeblich das Profil der Dresdner Musikfestspiele. Es gastiert regelmäßig bei internationalen Festivals und erhält große Beachtung für seine Projekte wie die historisch informierte Wagner-Tetralogie.

## Intendanten

### Winfried Höntsch (1977-1991)
Als Gründungsintendant der Dresdner Musikfestspiele prägte Höntsch das Festival in seiner Anfangszeit maßgeblich. Mit großem kulturpolitischem Feingefühl und künstlerischer Weitsicht gelang es ihm, das Festival in der DDR zu einem international beachteten Ereignis zu entwickeln. Sein Wirken legte den Grundstein für den heutigen Rang der Dresdner Musikfestspiele als eines der führenden europäischen Klassik-Festivals.
Auch nach seiner offiziellen Amtszeit blieb Höntsch dem Festival eng verbunden – unter anderem im Freundeskreis der Musikfestspiele. Er verstarb am 30. Januar 2022 im Alter von 91 Jahren. Der heutige Intendant Jan Vogler würdigte Höntschs Lebenswerk mit Worten großen Respekts: Bereits in den Anfangsjahren habe er „eine hohe Dynamik“ für das Festival entfaltet.

### Mattis Dänhardt (1991-1992)
Mattis Dänhardt leitete die Dresdner Musikfestspiele von 1991 bis 1992 in einer Phase des politischen und kulturellen Wandels nach der Wiedervereinigung. Als Nachfolger von Winfried Höntsch führte er das Festival sicher durch die Übergangszeit und setzte wichtige Impulse für die Neuausrichtung im vereinten Deutschland.
Unter seiner Leitung wurde das Fundament für die kommende Intendanz gelegt – ein wichtiger Schritt zur Weiterentwicklung des Festivals als internationales Klassikereignis.

### Michael Hampe (1993-2000)
Michael Hampe leitete – zusammen mit Kim Ry Andersen als Verwaltungsdirektor und stellvertretendem Intendanten die Dresdner Musikfestspiele. In dieser herausfordernden Nachwendezeit führte er das Festival zu internationaler Bedeutung und prägte seine künstlerische Ausrichtung nachhaltig. 
Unter Hampes Leitung wurden Uraufführungsaufträge vergeben – etwa an Siegfried Matthus (Farinelli, 1998) und Wilfried Maria Danner (Die Sündflut), deren Premieren er verantwortete. Seine 2000 in Dresden produzierte Händel-Oper „Xerxes“ war die erste Opernproduktion, die vollständig ins Web gestellt wurde.
Hampe war international als Regisseur an Häusern wie der Mailänder Scala, dem Royal Opera House in London und der Opéra de Paris gefragt. Gleichzeitig lehrte er u. a. an Hochschulen in Köln, Los Angeles und Tokio. Sein Wirken bleibt eng verbunden mit seiner Rolle als Gestalter und Wegbereiter der Dresdner Musikfestspiele, deren Profil er entscheidend mitgeformt hat.

### Torsten Mosgraber (2001-2002)
Torsten Mosgraber leitete die Dresdner Musikfestspiele von 2001 bis 2002 als Interim-Isintendant. Bereits zuvor im künstlerischen Team aktiv, setzte er in seiner kurzen Amtszeit neue Akzente: Er stärkte das Musiktheater, förderte junge Talente und öffnete das Festival für neue Formate und internationale Kooperationen. Mit sicherem Gespür für Programmgestaltung begleitete er das Festival in einer Zeit des Übergangs und legte wichtige Grundlagen für dessen künftige Ausrichtung.

### Hartmut Haenchen (2002-2008)
Hartmut Haenchen war von 2002 bis 2008 Intendant der Dresdner Musikfestspiele und trug maßgeblich zur programmatischen Profilierung des Festivals bei.
Als in Dresden geborener Dirigent mit internationaler Laufbahn – u. a. in Amsterdam, Paris, London – brachte Haenchen einen weltoffenen Blick auf das Festival und setzte auf höchste klangliche Qualität sowie thematische Tiefe: Mit der Verbindung von traditioneller Werktreue und zeitgenössischer Interpretation schuf er ein Programm, das Publikum wie Fachkritik überzeugte.
Er würdigte Musik als Dialog zwischen Geschichte und Gegenwart und eröffnete neue Perspektiven über die klassische Konzertlandschaft hinaus – von Gastdirigaten international renommierter Orchester bis hin zur Autorität in Wagner-Interpretationen, wofür er vielfach ausgezeichnet wurde.
Unter seiner Leitung festigte sich die Rolle der Dresdner Musikfestspiele als internationales Festival mit Kultur- und Identitätsperspektive – getragen von künstlerischer Präzision ebenso wie institutioneller Vision.

### Jan Vogler (seit 2008)
Jan Vogler ist seit 2008 Intendant der Dresdner Musikfestspiele. Vogler, international renommierter Cellist, verbindet in seiner künstlerischen Leitung musikalische Exzellenz mit gesellschaftlicher Relevanz. Er setzt auf ein vielfältiges Programm, das klassische Musik, Jazz, Weltmusik und interdisziplinäre Projekte umfasst. Ein herausragendes Beispiel ist das Projekt „Bill Murray, Jan Vogler & Friends – New Worlds“, das Musik, Literatur und Schauspiel vereint und international Aufmerksamkeit erregte. Unter seiner Leitung konnten sich die Dresdner  Musikfestspiele zu einem der angesehensten europäischen Festivals entwickeln, das regelmäßig die bedeutendsten internationalen Orchester und Solisten anzieht. Bereits in den ersten Jahren seiner Intendanz gelang es ihm, herausragende Künstler wie Yo-Yo Ma, das New York Philharmonic und Anne-Sophie Mutter für einen Auftritt bei den Festspielen zu begeistern. Zu den Höhepunkten seiner Intendanz zählt das künstlerisch-wissenschaftliche Projekt »Wagner Cycles«, in dessen Rahmen die Dresdner Musikfestspiele Wagners »Ring des Nibelungen« über vier Jahre in historisch informierter Praxis zur Aufführung bringen. Es gelang ihm, die Ticketeinnahmen von 400.000 € (2008, inflationsbereinigt 560.000 €) auf 2.000.000 € (2025) zu steigern.
Voglers Engagement wurde mehrfach ausgezeichnet, unter anderem mit dem Europäischen Kulturpreis TAURUS (2018) und dem Verdienstkreuz 1. Klasse der Bundesrepublik Deutschland (2021).

Jan Vogler & NHK Symphony Orchestra copyright Oliver Killig/ Dresdner Musikfestspiele

Als Verwaltungsdirektoren mit stellvertretender Intendanz folgten: Markus Lutz (2012–2015), Kulturmanager und Wirtschaftsjurist; Christian Eckhardt (2016–2020), Betriebswirt, sowie Ulrike Jessel (ab 2020), Kulturmanagerin.

### Die Themen der Musikfestspiele seit ihrer Gründung
- 2025 Liebe
- 2024 Horizonte
- 2023 Schwarzweiß
- 2022 Zauber
- 2021 Dialoge
- 2020 Inspiration Natur
- 2019 Visionen
- 2018 Spiegel
- 2017 Licht
- 2016 Zeit
- 2015 Feuer Eis
- 2014 Die Goldenen 20er
- 2013 Empire
- 2012 Herz Europas
- 2011 Fünf Elemente
- 2010 Russlandia
- 2009 Neue Welt
- 2008 Utopia
- 2007 Landschaften
- 2006 Glauben – Verständnis, Toleranz, Kritik
- 2005 Lust am Fremden
- 2004 Sagenhaftes
- 2003 Wagner & Wolf
- 2002 Sehnsucht und Abschied
- 2001 Aufbruch
- 2000 Barock & Jazz
- 1999 España
- 1998 Die Macht der Musik
- 1997 Italiener in Elbflorenz
- 1996 Aufklärung – Traum der Vernunft
- 1995 Apokalypse
- 1994 Sachsens Glanz – Das Augusteische Zeitalter
- 1993 Tanzpodium
- 1992 Oper in Dresden – Kunst für Europa
- 1991 Das Erbe Mozarts in Dresden
- 1990 Russische Klassik – Sowjetische Moderne
- 1989 Vier Jahrzehnte sozialistische Musikkultur
- 1988 Verdi und Wagner in Dresden
- 1987 Die italienische Oper in Dresden
- 1986 Carl Maria von Weber und der Gedanke der Nationaloper
- 1985 Semperoper – Tradition und Gegenwart
- 1984 Begegnungen mit Tanz
- 1983 Dresdner Operntraditionen
- 1982 Musiktheater für Kinder
- 1981 Mozart als Musikdramatiker
- 1980 Tanztheater heute
- 1979 Oper des 20. Jahrhunderts
- 1978 Kammeroper

## Jugendförderung
Die Dresdner Musikfestspiele setzen verstärkt auf Jugendförderung und entwickeln neue Formate, um junge Menschen für klassische Musik zu begeistern. Mit dem YOUNG GENERATION TICKET können Besucher bis 30 Jahre ausgewählte Veranstaltungen zu reduzierten Preisen zum Preis von € 15,00 besuchen. LAST-MINUTE-TICKETS zu 9 € können Schüler, Studierende, Auszubildende, Personen im BFD oder FSJ ab 30 Minuten vor Konzertbeginn erwerben. Auch dieses Angebot gilt für den genannten Personenkreis bis zum Alter von 30 Jahren.
Ein besonderes Highlight ist das innovative Aufführungsprojekt von Richard Wagners »Der Ring des Nibelungen«, das sich der Erarbeitung der berühmten Tetralogie aus historisch informierter Sicht widmet Startseite Dresdner Musikfestspiele. Dieses Projekt verbindet wissenschaftliche Erkenntnisse mit praktischer Aufführungspraxis und bietet jungen Musikern und Musikwissenschaftlern einmalige Einblicke in die Wagner-Interpretation. 
Die Festspiele erweitern kontinuierlich ihr Angebot um familienfreundliche Formate, wie Kinderkonzerte und interaktive Veranstaltungen. Dabei wird Wert darauf gelegt, klassische Musik auf altersgerechte und spannende Weise zu vermitteln und den Nachwuchs frühzeitig zu fördern.
Durch die enge Zusammenarbeit mit der Gesellschaft »Freunde der Dresdner Musikfestspiele e.V.« und deren Untergruppe der »Jungen Freunde« erhalten Abiturienten, Studenten und junge Berufstätige Zugang zu exklusiven Veranstaltungen und können Einblicke hinter die Kulissen eines international renommierten Klassikfestivals gewinnen.

## Freundeskreis – Gesellschaft „Freunde der Dresdner Musikfestspiele e. V.“
Die Gesellschaft »Freunde der Dresdner Musikfestspiele e.V.« unterstützt die Dresdner Musikfestspiele durch ihr Engagement für die Musikstadt Dresden. Die Gesellschaft möchte insbesondere jungen Menschen den Zugang zu musikalischen Erlebnissen ermöglichen.
Die »Jungen Freunde« sind ein Bestandteil der Gesellschaft, der sich an Abiturienten, Studenten und junge Berufstätige richtet. Sie bieten Einblicke in die Arbeit des international renommierten Klassikfestivals, organisieren Treffen mit anderen Musik- und Kulturinteressierten, ermöglichen Konzertbesuche und gemeinsame Abende in der Festspiel-Lounge mit Künstlern und anderen Freundeskreisen.

## Sponsoren
Die Dresdner Musikfestspiele sind eine Einrichtung der Landeshauptstadt Dresden. Sie werden auch durch das Sächsische Staatsministerium für Wissenschaft, Kultur und Tourismus gefördert. Für das Projekt »Wagner Cycles« erhielten die Dresdner Musikfestspiele 2023 und 2024 eine Förderung der Beauftragten der Bundesregierung für Kultur und Medien sowie 2025 eine Unterstützung durch die Würth-Stiftung.
Darüber hinaus bemühen sich die Dresdner Musikfestspiele um weitere Sponsoren, zu denen unter anderem die Ostsächsische Sparkasse Dresden, SV Sachsen und die Sächsische Zeitung zählen.

## Festspielpreis
Von 2004 bis 2021 wurde zusammen mit der Uhrenmanufaktur Glashütte Original der mit 25.000 Euro dotierte Glashütte Original MusikFestspielPreis verliehen. Geehrt wurden Persönlichkeiten aus der Musikwelt, die sich um die Förderung von Nachwuchsmusikern oder der Vermittlung von klassischer Musik verdient gemacht haben. Von 2004 bis 2009 wurde der Preis unter dem Namen SAECULUM verliehen.
Preisträger
- 2004 Kurt Masur
- 2005 John Neumeier
- 2006 Joachim Herz
- 2007 Gidon Kremer
- 2008 Christa Ludwig
- 2009 Gustavo Dudamel
- 2010 Valery Gergiev
- 2011 Berliner Philharmoniker und deren Chefdirigent Sir Simon Rattle
- 2012 Hélène Grimaud
- 2013 Thomas Quasthoff
- 2014 Hilary Hahn
- 2015 Mariza
- 2016 Andris Nelsons
- 2017 Steven Isserlis
- 2018 Joyce DiDonato
- 2019 Joshua Bell
- 2020 Barbara Hannigan
- 2021 John Adams